# Аеродром Тотори
Аеродром Тотори (јап. 鳥取空港) се налази у граду Тотори, префектура Тотори, Јапан. Аеродром је у власништву и њиме управља Tottori Prefecture Tottori Airport Authority (јап. 鳥取 県 鳥取 空港 管理 事務所), и има промет путника од око 330.000 годишње. Други назив односно надимак овог аеродрома је Tottori Sand Dunes Conan Airport (јап. 鳥取砂丘コナン空港)

## Историја
Градски аеродром Тотори (Tottori City Airport) (јап. 市営鳥取飛行場) саграђен 500 м јужно од садашњег аеродрома у 1957, и имао писту дужине 960 м и ширине 30 м, кој је затворен 1964. Данашњи аеродром је изграђен 1967. и отворен од стране власти префектуре и имао је писту дужине 1200 м и ширине 30 м. Писта је сукцесивно продужавана 1972. имала дужину 1500 м, 1985. 1800 м, и 1990. своју садашњу дужину 2000 м.
Са аеродрома Тотори првобитно био лет само за Токио, али је тај лет укинут 1969. године, када је аеродром почео летове за Осаку. Летови за Осаку и
Токио трајали су од 1979. до 1985. године, да би данас остао само лет за Токио.

## Авио компаније дестинације
Све летове одржава авио компанија Ол Нипон ерлајнс која свакодневно лети за Токио на Аеродром Ханеда авионом из своје флоте тип Боинг 737.

## Суседни аеродроми
- Аеродром Михо-Јонаго – 84 км
- Аеродром Окајама – 90 км
- Аеродром Оки – 104 км
- Аеродром Изумо – 116 км
- Аеродром Кобе – 125 км[3]
- Међународни аеродром Осака – 140 км